# Antrodia sordida
Antrodia sordida är en svampart som beskrevs av Ryvarden & Gilb. 1984. Antrodia sordida ingår i släktet Antrodia och familjen Fomitopsidaceae.   Inga underarter finns listade i Catalogue of Life.